# Хагакурэ
Хагакурэ (яп. 葉隱 (葉隠) «Сокрытое в листве»), или Хагакурэ кикигаки (яп. 葉隠聞書 «Записи о сокрытом в листве») —  практическое и духовное руководство воина, представляющее собой собрание комментариев самурая Ямамото Цунэтомо (Дзётё Дзинъэмон Ямамото, 1659—1719), вассала Набэсима Мицусигэ, третьего правителя земель Хидзэн (в наши дни это часть префектур Сага и Нагасаки в Японии). Цурамото Тасиро выбрал эти комментарии из его личных бесед с Цунэтомо в период с 1709 по 1716 годы. Хагакурэ также известно как «Сборник Набэсима» или «Сборник Хагакурэ»; дошедший до нас вариант состоит из 11 книг.

## Содержание сборника
- Книга Первая — Собрание изречений мастера Хагакурэ, часть первая
- Книга Вторая — Собрание изречений мастера Хагакурэ, часть вторая
- Книга Третья — Изречения и деяния Набэсима Наосигэ, Набэсима Кацусигэ, Набэсима Мицусигэ и Набэсима Цунасигэ
- Книга Четвёртая — Традиции клана Набэсима, изречения и деяния его прославленных самураев
- Книга Шестая — Традиции клана Набэсима, изречения и деяния его прославленных самураев
- Книга Седьмая — Традиции клана Набэсима, изречения и деяния его прославленных самураев
- Книга Восьмая — Традиции клана Набэсима, изречения и деяния его прославленных самураев
- Книга Девятая — Традиции клана Набэсима, изречения и деяния его прославленных самураев
- Книга Десятая — Жизнь самураев других провинций
- Книга Одиннадцатая — Дополнение к предыдущим Книгам.
- Заключающее слово — Праздный вечерний разговор.

## Описание
«Хагакурэ» — это трактат о бусидо — кодексе чести самурая. Оно провозглашает бусидо как «Путь смерти», или «жить так, как будто ты уже мёртв». Согласно «Хагакурэ», самурай готов умереть в любой момент, во имя сохранения чести (воинской чести).
По мнению Юкио Мисимы, все заповеди Дзётё Ямамото появились на фоне преувеличенных, до крайности изысканных вкусов японцев, живших в эпохи Гэнроку (1688—1704) и Хоэй (1704—1709), как отрицание существовавших ценностей. Например, оно гласит: «Если всё в мире не более чем притворство, искренна одна лишь смерть».
Как и другие подобные произведения, изречения написаны под влиянием трактата Сунь-Цзы «Искусство войны» и выдержаны в канонах дзэн-буддизма, синтоизма, учений Конфуция и Мэн-Цзы. Вместе с тем, Цунэтомо решительно отвергает позицию безответственного стороннего наблюдателя присущую монахам того времени — пассивного принятия существующего порядка вещей, беспринципного и некритического следования мнению большинства. А также осуждает чрезмерно усердное изучение книг о философии, стратегии и тактике, так как, по его мнению, это развивает у самурая привычку в минуты принятия решений производить длительные размышления, вызывает сомнения и нерешительность: «Если на поле боя начать рассуждать, этим рассуждениям не будет конца… Прочтя книгу или свиток, лучше всего сжечь их или выбросить прочь».
Истории из «Хагакурэ» повествуют о чести, боевой доблести, воинском долге, совести, ответственности, сострадании, терпимости, стремлении к самосовершенствованию в духовной и профессиональной сферах.
В записях даны правила поведения самурая в воинском коллективе (клане) для обеспечения его карьерного роста и (в первую очередь) достижения уважения со стороны других самураев. При этом личное достоинство ставится выше занимаемого положения в обществе, а личные интересы ниже интересов господина и клана. Но служение господину не является рабством. Это утверждение выразил Инадзо Нитобэ, в своем эссе «Бусидо — Душа Японии» он писал:

По Бусидо, человек, который позабыв о чувстве достоинства, исполнял капризы, причуды или несправедливые приказы своего господина, считался обесчещенным. Такого человека самураи называли «нэй-син» (яп. 佞臣) — «лакей», потому что вместо службы, он занимался прислуживанием, то есть заискиванием, или «тё-син» (яп. 朝臣 тё:син) — «подхалим», который старался влезть в доверие либо стать «любимчиком» своего господина посредством низкого раболепия. Эти два эпитета отражают сущность тех, кого самураи считали сознательными рабами, любящими свою подобострастную неволю и видящими свою службу господину в виде лизоблюдства, игнорируя Преданность, основанную на велении благородного сердца. Преданность господину также выражалась в указании ему на неверность его решений. Но при всем при этом самурай был обязан исполнить приказ своего господина в любом случае, даже если ему не удавалось переубедить его отменить несправедливое решение. Нередко, протестуя против решения своего господина, и вследствие этого, оказавшись между долгом преданности и долгом справедливости, самурай совершал сэппуку.
Особое внимание уделено историям о неравнодушном человеке (мастере начала), поэтому значительную часть документа составляют психологические рекомендации по ведению диалога (спора), по изучению собеседника (оппонента) и манипуляции им, в том числе «силовому внушению» своей точки зрения. Также в записях рассматриваются вопросы построения взаимоотношений в семье и особенно воспитания детей.
«Хагакурэ» это не сборник заповедей, это своеобразная методика познания мира и постижения мудрости — излагающая способы получения информации, её анализа и использования для понимания пути самурая. Как любое поэтическое произведение, Хагакурэ даёт эмоциональный и моральный посыл, и необходимость выбора смерти как единственного верного пути (стремление к смерти), рассматривается как необходимость совершения поступков в соответствии с моральными принципами воина (бусидо), не оставляя себе шанса на «отступление» — то есть недопущения лжи, лени, трусости, предательства несмотря на возможные негативные последствия для «самурая». Автор утверждает что, только избавившись от страха перед смертью, человек может жить «полной» жизнью. Имеет значение не сама смерть, а решимость умереть.

(перевод А.Боченкова)
Путь самурая обретается в смерти.
Когда для выбора имеются два пути, существует лишь быстрый и единственный выход — смерть. Это не особенно трудно. Будь твёрд в своей решимости и иди вперёд. Рассуждения о том, что умереть, не достигнув своей цели, значит умереть собачьей смертью, — это досужая болтовня себялюбивых людей. Когда ты стоишь перед необходимостью выбрать жизнь или смерть, то достигнешь ты своей цели или нет, уже не важно.
Каждый из нас хочет жить. И по большей части мы строим свои рассуждения в соответствии с нашими предпочтениями. Но не добиться своей цели и продолжать жить — это трусость. Здесь нельзя ошибиться. Умереть, не достигнув цели, — это действительно собачья смерть и фанатизм. Но в этом нет бесчестья. В этом суть Пути самурая. Если, укрепляя своё сердце решимостью каждое утро и каждый вечер, человек сможет жить так, словно тело его уже умерло, путь будет для него свободен.
Вся его жизнь будет безупречна, и он добьётся успеха на своем поприще.

(перевод Р. В. Котенко)
Я постиг, что Путь Самурая — это смерть.
В ситуации «или/или» без колебаний выбирай смерть. Это нетрудно. Исполнись решимости и действуй. Только малодушные оправдывают себя рассуждениями о том, что умереть, не достигнув цели, означает умереть собачьей смертью. Сделать правильный выбор в ситуации «или/или» практически невозможно.

Все мы желаем жить, и поэтому неудивительно, что каждый пытается найти оправдание, чтобы не умирать. Но если человек не достиг цели и продолжает жить, он проявляет малодушие. Он поступает недостойно. Если же он не достиг цели и умер, это действительно фанатизм и собачья смерть. Но в этом нет ничего постыдного. Такая смерть есть Путь Самурая. Если каждое утро и каждый вечер ты будешь готовить себя к смерти и сможешь жить так, словно твое тело уже умерло, ты станешь подлинным самураем. Тогда вся твоя жизнь будет безупречной, и ты преуспеешь на своём поприще.
Основной объём «Хагакурэ» отведён историям, раскрывающим роль самураев в мирное время:

Если нужно в нескольких словах выразить самое главное в жизни самурая, я скажу: душой и телом служи своему господину. Если же меня спросят, что ещё важно для самурая, я отвечу: совершенствуй свой разум, будь человечным и проявляй смелость.
Мирная жизнь самурая целиком направлена на постоянную морально-психологическую подготовку к совершению одного «единственного поступка» — мгновенного интуитивного принятия решения и немедленную его реализацию, отказавшись от личной выгоды (в экстремальных случаях — невзирая на угрозу жизни или неизбежность смертельного наказания — приказа совершить сэппуку):

Одного из молодых господ как-то наставляли, что «сейчас» — это и есть «то самое время», а «то самое время» — это и есть «сейчас». Человек ничего не стоит, если он не понимает, что «сейчас» и «то самое время» — это одно и то же. Так, например, если его позовут к хозяину и попросят без промедления что-то объяснить, он придет в замешательство. Это ещё раз подтверждает, что он считает эти два момента различными. Если же человеку удается свести «сейчас» и «то самое время» воедино, он — настоящий слуга, хотя, возможно, он никогда не станет советником господина.
Человек может быстро принять решение, потому что долго готовился к этому. Он всегда может избрать образ действия, но не может избрать время. Момент решительных действий долго маячит вдали, а затем неожиданно приближается. Разве жизнь в таком случае, не является приготовлением к этим решительным действиям, которые возможно, уготованы человеку судьбой?
В заключительной главе («Праздный вечерний разговор») изложены четыре заповеди самураев господина Набэсима:

- Не позволяй другим превзойти себя на Пути Самурая
- Всегда будь полезен своему хозяину
- Помни сыновний долг перед родителями
- Проявляй великое сострадание и помогай людям

Отдельные истории указывают на так называемые «старые времена» и подразумевают нарастающую слабость класса самураев эпохи Цунэтомо. Вместе с тем в «Хагакурэ» есть следующие строки:

Смелые люди былых времён часто были беспутными. Поскольку они были исполнены сил и отваги, по своему характеру они легко теряли самообладание и горячились. Когда я усомнился в этом и обратился с вопросом к Цунэтомо, он ответил: «Хотя люди прошлого были исполнены сил, вполне понятно, что по своей натуре они были грубы и часто выходили из себя. В наши дни не осталось людей, одержимых такой кипучей энергией, и поэтому беспутство проявляется редко. Поскольку таких людей больше нет, нравы улучшились. Однако всё это не имеет никакого отношения к воинской доблести. Хотя люди в наши дни не очень деятельны и поэтому более сговорчивы, это не означает, что они уступают людям прошлого в своем стремлении к смерти. Стремление к смерти не имеет ничего общего с энергичностью».
«Хагакурэ» сложен для понимания людей, не являющихся кадровыми военными, поэтому при чтении записей обычно слишком много внимания уделяется видимой стороне («безрассудной» храбрости, «чрезмерной» жестокости, «бессмысленной» смерти, «технике» сэппуку и т. п.). Невозможно понять смысл произведения (увидеть скрытое в листве), не имея соответствующего воспитания и образа жизни. По этому поводу в документе имеется следующее изречение:

Буддистский священник Рёдзан записывал свои размышления о воинском искусстве полководца Таканобу. Другой священник, узнав об этом, упрекнул его: «Негоже священнику писать о военачальнике. Ведь, каким бы хорошим сочинителем он ни был, он исказит намерения великого полководца, поскольку сам не участвовал ни в одном реальном сражении. Поэтому не стоит передавать будущим поколениям неправильные сведения».
Юкио Мисима писал: «Те, кто читают „Хагакурэ“ с точки зрения общественных условностей — для знакомства с феодальной моралью, например, — не замечают в ней оптимизма. В этой книге отразилась великая свобода людей, жизнь которых жестко регламентирована социальной моралью…». Весь документ пронизан скрытой самоиронией «старого служаки», так что «Хагакурэ» подобно поучениям горячо любящего отца своему сыну.
Записи актуальны и в настоящее время, так как являются осмыслением неписаных законов (кодексов чести), естественным образом складывающихся в подразделениях армии и военно-морском флоте, а также частично в иных «закрытых» формированиях (например в якудза, «воровской» среде и криминальных сообществах 1930—80-х годов).
«Хагакурэ» не получало широкого распространения в течение десятилетий после смерти Цунэтомо. Однако особый интерес к «Хагакурэ» проявился в начале XX века, и в 1930 году оно стало самым знаменитым образцом идей бусидо в Японии. После Второй мировой войны, под воздействием волны пацифизма, «Хагакурэ» снискало себе дурную славу в японском обществе, как проповедь национального милитаризма. «Хагакурэ» осталось очень популярным среди читателей за пределами Японии, главным образом благодаря творчеству Юкио Мисимы, в некоторых из книг позднего периода творчества которого затрагивается система моральных принципов бусидо.